# Kassitische Sprache
Die kassitische Sprache – früher auch kossäische Sprache – wurde von den Kassiten in Nordmesopotamien vom 18. bis zum 4. Jahrhundert v. Chr. gesprochen. Vom 16. bis zum 12. Jahrhundert herrschten kassitische Könige in Babylon, bevor sie von den Elamitern unterworfen wurden.
Die Kassiten, deren Herkunftsgebiet wahrscheinlich das Zagrosgebirge war, gelangten nach dem Ende der ersten babylonischen Dynastie (1594 v. Chr.) zur Vormachtstellung in Südmesopotamien. Die kassitische Periode dauerte bis 1155 v. Chr., mehrere Könige dieser Dynastie nannten sich Kurigalzu (siehe Kurigalzu I. und Kurigalzu II.). Sie erneuerten vielerorts die altmesopotamischen Tempeltürme (Zikkurats oder Ziggurats), besonders gut erhalten ist die Zikkurat der kassitischen Hauptstadt Dur-Kurigalzu (heute Aqar Quf westlich von Bagdad). Der Name Kassiten stammt von der akkadischen Bezeichnung kaššū, die sich vielleicht als Koσσαῖoι (Kossaioi) bei Strabon wiederfindet.
Die Assimilation der Kassiten an die Kultur der Babylonier und damit auch die Adaption der babylonischen Kultursprache muss sehr schnell und gründlich vonstattengegangen sein. Die meisten kassitischen Bauinschriften sind – wie bei den Babyloniern – sumerisch verfasst, während für die Korrespondenz, Wirtschafts- und Rechtsurkunden das Akkadische (Babylonische) verwendet wurde. So ist denn auch das überlieferte kassitische Sprachmaterial trotz der vierhundertjährigen Vorherrschaft äußerst dürftig: eine kassitische Götter- und Personennamenliste mit den babylonischen Entsprechungen, ein kassitisch-akkadisches Vokabular und sog. Pferdetexte mit kassitischen Eigennamen und Farbbezeichnungen.
Eine kassitische Grammatik kann wegen der Dürftigkeit des Materials zurzeit nicht rekonstruiert werden, allerdings scheint das Kassitische eine agglutinierende Sprache gewesen zu sein.
Die verwandtschaftlichen Beziehungen des Kassitischen sind ungeklärt, jedenfalls ist das Kassitische weder indogermanisch noch semitisch, auch Beziehungen zum Elamischen und Sumerischen können ausgeschlossen werden. Auf der Basis einiger Wörter wurde eine Zugehörigkeit zu den ebenfalls ausgestorbenen hurro-urartäischen Sprachen vorgeschlagen. Ferner scheinen einige Wörter in den sogenannten Pferdetexten auf areale Kontakte zu den indoiranischen Sprachen hinzudeuten. Bis auf weiteres sollte das Kassitische vorsichtigerweise wohl als isolierte Sprache betrachtet werden.